# Rendbæk Øst
Rendbæk Øst er en planlagt vindmøllepark ved Rendbæk i Jammerbugt Kommune ved Ryå og Store Vildmose.
Et forslag var at opstille 16 vindmøller på 3,6 til 4,3 megawatt med en totalhøjde på op til 150 meter.
Bag vindmølleparken står virksomheden Dansk Vindenergi.
Vest for Ryå er der en eksisterende vindmøllepark bestående af 12 vindmøller.
Projektet blev i februar 2021 godkendt af kommunen, men naboerne til den planlagte vindmøllepark klagede til Planklagenævnet og Miljø- og Fødevareklagenævnet, hvilket fik projektet sat på pause.
Klagerne henviste til hensynet til Kongeørnen i Store Vildmose.
I 2022 var en afgørelse i Miljø- og Fødevareklagenævnet ikke faldet ud til klagernes fordel.
Projektområdet ligger ved kommunegrænsen til Brønderslev Kommune og kommunens byråd havde i 2019 overvejet at indgive et høringssvar.